# Jacques Bigot
|  | Aquest article tracta sobre el polític alsacià. Si cerqueu l'entomòleg francès del s. XIX, vegeu «Jacques Marie Frangile Bigot». |

Jacques Bigot (Estrasburg, 1952) és un polític alsacià. Es llicencià en dret a la Universitat d'Estrasburg i des del 1975 s'especialitzà en afers econòmics i dret de família. La seva esposa, Josiane Bigot, és consellera de la Cort d'Apel·lacions de Colmar. De 1986 a 1993 fou president de la Cambra de Comerç d'Alsàcia i el 1993 fou nomenat president de l'organització transfronterera Euro-Info Consumidors (EIC), amb seu a Kehl.
Des del Congrés de Pau de 1975 és afiliat al Partit Socialista, des del 1983 fou candidat a l'alcaldia d'Illkirch-Graffenstaden, càrrec que ocupa des del 1995. Durant la presidència de Catherine Trautmann i Roland Ries fou nomenat vicepresident de la Comunitat Urbana d'Estrasburg, de la que n'és president des del 2008, igual que president de l'Associació de Comunitats Urbanes de França.
També fou candidat socialista a les eleccions regionals franceses de 1998 i 2004 per a presidir el Consell Regional d'Alsàcia.